# Céline Martin (sciatrice)
Céline Martin (27 aprile 1978) è un'ex sciatrice alpina francese.

## Biografia
Specialista delle prove tecniche originaria di Grenoble, la Martin esordì in Coppa Europa il 5 gennaio 1995 a Tignes in discesa libera (75ª); in Coppa del Mondo disputò 16 gare, tutti slalom speciali (il primo il 5 dicembre 1999 a Serre Chevalier, l'ultimo il 6 gennaio 2002 a Maribor), senza ottenere piazzamenti, mentre in Coppa Europa il suo miglior risultato fu il 5º posto ottenuto nello slalom speciale di See del 15 marzo 2000. Si ritirò al termine della stagione 2002-2003 e la sua ultima gara fu uno slalom speciale FIS disputato il 6 aprile a Valfréjus; non prese parte a rassegne olimpiche o iridate.

## Palmarès

### Coppa Europa
- Miglior piazzamento in classifica generale: 46ª nel 2000

### Campionati francesi
- 1 medaglia:
  - 1 bronzi (slalom gigante nel 1996)